# Atracélcincér
Az atracélcincér (Pilemia tigrina) a cincérfélék családjába tartozó, Délkelet-Európában honos, kék atracélen élő bogárfaj. 

## Megjelenése
Az atracélcincér testhossza 9-13 mm. Az előtor oldalai ívesek; szárnyfedők oldalvonalai a vállaktól enyhén keskenyednek. Alapszíne fekete, gyenge fémes fénnyel, de felszínét szürkésfehér, lesimuló és sűrű, apró foltokba tömörülő szőrök fedik, amitől márványosan foltosnak látszik. Elálló hosszabb szőrök csak a fejen és az előtoron találhatók. A világos szőrök az előtor középvonalán keskeny, hosszanti sávba tömörülnek. A nőstény csápjai jóval rövidebbek a testénél, alig érnek túl a szárnyfedők középvonalán; a hímé hosszabbak, de így sem érik el a szárnyfedők végét. A csápízek élesen gyűrűzöttek, a harmadik íztől a tövük szürke, a végük fekete, sokszor az ízek tövének alapszíne vöröses. Oldalnézetben a hím hasa homorúnak látszik (a két elülső potrohszelvényén kis dudort visel), a nőstényé inkább domborúnak. Az előtor a fiatal, április-májusi imágóknál még feketés alapszínű, majd a bogár életkorával haladva (május közepétől június közepéig) különböző mértékben vörösessé válik. Ez együtt jár az életük során tapasztalható szőrzetkopással, amitől a rajzás eleji és a késői egyedek nagyon különböznek egymástól. 

### Hasonló fajok
A macskaherecincér hasonló méretű és alkatú, de testének alapszőrzete nem szürke, hanem sárgásbarna vagy barnásszürke, foltossága pedig sokkal kevésbé kontrasztos. Felálló szőrök a szárnyfedőin is láthatók és szőrözete nem kopik az idő előrehaladtával. 

## Elterjedése
Közép- és Kelet-Európában (a Kárpát-medencétől és az Észak-Balkántól Dél-Oroszországig), valamint Örményországban honos. A fajt egy Dél-Franciaországból származónak vélt példány alapján írták le 1851-ben, de a típuslelőhely megjelölése téves, Nyugat-Európában egyetlen Pilemia-faj sem él. Magyarországon 70-75 élőhelyfolttal két állománya ismert: a nagyobbik Békés megyében a Maros–Körös közén; illetve egy 1997-ben felfedezett kisebb a Mecsekben. 

## Életmódja

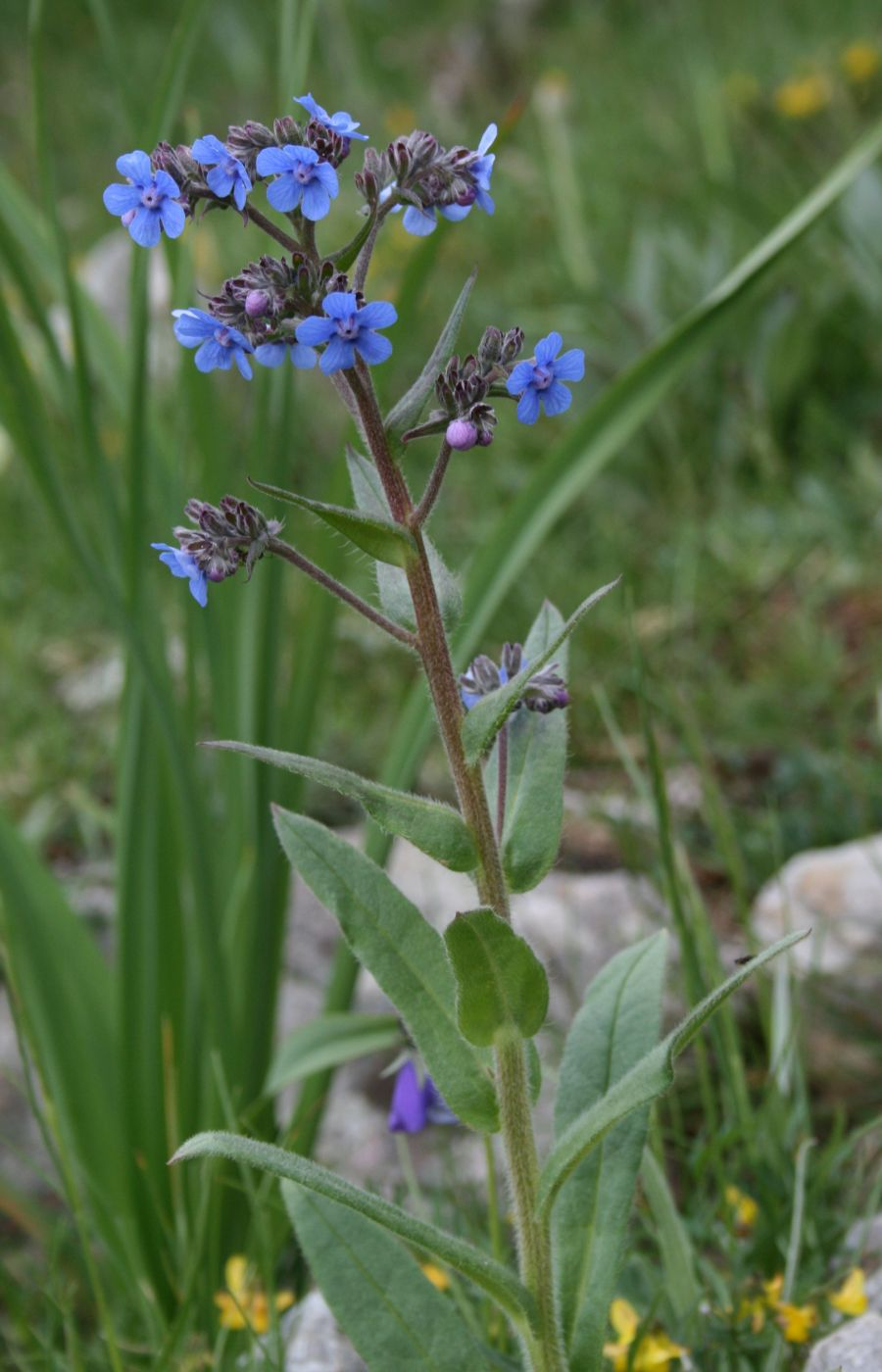
Tápnövénye, a kék atracél

Löszgyepeken, kötött talajú sztyeppréteken él. Lárvája kizárólag a kék atracél szárában és gyökerében fejlődik. A nőstény a levélhónaljnál egy kis rést rág a növény szárán, kb. 10–65 cm magasságban a talaj fölött. A résbe három–hét (ritkán akár húsz) petét helyez el. A peterakás helye apró foltokként jóval később is látszik. A petékből június elején kelnek ki a lárvák és fokozatosan lejjebb vándorolnak a szárban a gyökérhez, amit kb. június második felére érnek el. Eközben egymást is megrágják, így végül minden növényben csak egy lárva marad életben. Nyár végén a gyökérben bebábozódnak, amelyből pár héttel később kikel az imágó. A bogár a gyökérben telel át. Április közepétől június közepéig rajzik, leggyakoribb április végén-május elején. Eközben átlagosan 200–550 méteres távolságot tesznek meg. A bogarak a tápnövény levelein, szárán vagy virágain tartózkodnak és a külső szöveteit (epidermiszét) rágják. Nappal aktívak, napos időben élénkek és röpködnek; éjszaka, illetve esős időben, mozdulatlanul ülnek a levelek és a virágok tövében. Zavarás esetén elrepülnek vagy leesnek a fűbe, ahol halottnak tettetik magukat.

## Természetvédelmi helyzete
Magyarországon 2001 óta fokozottan védett, természetvédelmi értéke 100 000 Ft.
Szinte kizárólag kis, keskeny löszpusztagyep-maradványokra szorult vissza, általában utak vagy vasúti töltések mellett, esetleg szántók közötti mezsgyéken. Ezek az élőhelyek sokszor más, fontos természeti értékek menedékei is. Lelőhelyei közül kettő fokozottan védett természeti területen, legnagyobb hazai állománya részben egy helyi védett területen található; utóbbit azonban nem kaszáljak, így erős cserjésedés és gyomosodás figyelhető meg rajta. Élőhelyeinek túlnyomó többsége azonban semmilyen védelem alatt sem áll.
Az atracélcincért leginkább élőhelyeinek romlása, eltűnése veszélyezteti. A hulladék- és trágyalerakás, utak és árkok építése, szélesítése, a beszántás megsemmisítheti élőhelyeit. A löszgyepek július előtti kaszálása káros, mert a tápnövény levágásával a szárba helyezett peték és a fiatal lárvák elpusztulnak. A későbbi kaszálás viszont fontos, különben a gyepek cserjésedése, az inváziós fajok elszaporodása szintén eltünteti a löszgyepeket. 
Két gyakori cincérfaj, a kígyósziszcincér és a fehérgyűrűs bogáncscincér szintén megél a kék atracélban, ezért helyi elszaporodásuk esetén az atracélcincér táplálékkonkurenseivé válhatnak. 